# Henrik Lax
Rolf Henrik Richard Lax (ur. 6 maja 1946 w Helsinkach) – fiński polityk, działacz mniejszości szwedzkojęzycznej, poseł do Eduskunty i eurodeputowany.

## Życiorys
Kształcił się w londyńskim City of London College w zakresie prawa angielskiego i porównawczego. W 1969 ukończył studia prawnicze na Uniwersytecie Helsińskim, uzyskał następnie uprawnienia sędziego. Studiował także ekonomię w szwedzkojęzycznej szkole ekonomicznej w Helsinkach, a także zarządzanie w Sztokholmie.
Pracował zawodowo jako badacz, później prawnik w administracji sądowej. Od 1973 do 1987 był związany z przedsiębiorstwem Oy Tampella Ab, m.in. jako doradca prawny i doradca zarządu tej firmy. Później był członkiem zarządu przedsiębiorstwa ubezpieczeniowego. Od 1987 do 2004 sprawował mandat posła do Eduskunty z ramienia Szwedzkiej Partii Ludowej. Pełnił m.in. funkcję wiceprzewodniczącego klubu poselskiego tego ugrupowania. Od 1993 do 2005 był także przewodniczącym Folktingetu (zgromadzenia szwedzkiego w Finlandii).
W wyborach w 2004 uzyskał mandat posła do Parlamentu Europejskiego VI kadencji. Zasiadał w grupie Porozumienia Liberałów i Demokratów na rzecz Europy oraz w Komisji Wolności Obywatelskich, Sprawiedliwości i Spraw Wewnętrznych.
W 2006 kandydował w wyborach prezydenckich, otrzymując poparcie na poziomie 1,6% głosów. W drugiej turze wsparł Sauliego Niinistö, który jednak przegrał z dotychczasową prezydent Tarją Halonen.
Odznaczony Orderem Białej Róży I klasy oraz francuską Legią Honorową IV klasy.